# حارث السوداني
النقيب حارث عبد علي محمد السوداني هو ضابط عراقي وجاسوس. كان بطل حرب أثناء حرب العراق عام 2014، حيث تسلل إلى داعش وأصبح معتمد وقائد السيارات المفخخة مما سمح للجيش العراقي من توقيف 30 هجوم عسكري و 18 عملية انتحارية وساهم بنقل معلومات مهمه للجيش العراقي ومعرفة أبرز قادة التنظيم بالإضافة إلى الحفاظ على أرواح الآلاف من المواطنين استمر لمدة 16 شهرا وهو يعمل لصالح بلده في هذه المهمه، أثناء عمله في خلية المخابرات السرية التي تدعى خلية الصقور الاستخباراتية، وحدة مكافحة الإرهاب قادت العملية ضد داعش، وصفته صحيفة نيويورك تايمز الأمريكية أعظم جاسوس يعمل لصالح بلاده في أخطر التنظيمات الإرهابية، ويعد أحد أهم العناصر الاستخباراتية العراقية التي استطاعت اختراق تنظيم داعش في العراق وسوريا واستطاع أن يسرب معلومات مهمه ودقيقة جدا للجهات الأمنية.
في شهر رمضان 1446 هـ قامت قناة العراقية الرسمية بإنتاج مسلسل بأسم «النقيب» من بطولة الفنان حيدر أبو العباس يجسد من خلاله البطولات الذي قدمها النقيب حارث السوداني.
كذلك قامت مديرة مكتب صحيفة نيويورك تايمز السابقة في بغداد مارغريت كوكر بتأليف كتاب بعنوان (صائد الدواعش)، وترجم للعربية بواسطة عمار كاظم محمد يحكي القصة الكاملة لحارث.

## الحياة
ولد حارث في الرمادي وترعرع في مدينة الصدر ببغداد، كان يعمل بعد المدرسة مع والده في محل طباعة صغير، كان مهمل لدراسته في الجامعة. تحت ضغط اهله، تزوج وعاد للدراسة لتعلم اللغة الإنجليزية والروسية بعدها حصل على وظيفة حارس للبنية التحتية للنفط في العراق لكن لم يكن العمل يلهمه. حارث وشقيقه مناف جُندا من قبل خلية الصقور الاستخبارية في عام 2013، استفاد من مهارته في الحاسوب واللغات وكلف بمراقبة حركات مرور الإنترنت والمكالمات الهاتفية للمشتبهين بهم بالإرهاب. في عام 2014، اثناء الحرب ضد داعش كلفت الخلية حارث بالتسلل مع مجموعة من الأشخاص المتخفين، تطوع حارث بدافع ضد جرائم داعش ومقتل الأطفال من الهجمات، تمت ترقية حارث إلى نقيب.

## الوفاة
في 17 كانون الثاني 2017 اُستدعي حارث إلى مكان نائي في ريف الطارمية. إنقطع الاتصال مع حارث بعد وصوله للموقع، عملية الإنقاذ جهزت بعد ثلاثة أيام، احتاجت العملية وقت للتخطيط للتحرك داخل معتقل داعش لكنها فشلت في العثور عليه بينما قٌتل جندي واحد.
في آب عام 2017 نشرت داعش مقطع فيديو لإعدام أشخاص معصوبي العين من دون ذكر أسمائهم، تعرف شقيقه على شخصا منهم على أنه حارث.